# IPhone 11
iPhone 11是由苹果公司设计和销售的智能手机，為第13代iPhone系列智慧型手機之一，亦是iPhone XR的後繼機種。其在2019年9月10日于蘋果園區史蒂夫·喬布斯劇院由CEO蒂姆·庫克随iPhone 11 Pro及iPhone 11 Pro Max一起發佈，并於2019年9月20日在世界大部分地区正式发售。
該年蘋果新機發表會為其首度全系列多鏡頭組合，並采用类似iPhone XR的玻璃配铝金属，多彩设计；具有6.1英寸Liquid 视网膜高清显示屏，配有Face ID；并采用由苹果自家设计的A13仿生芯片，带有第三代神经网络引擎。机器能够防溅、抗水、防尘，在最深2米的水下停留时间最长可达30分钟。

## 设计与名称

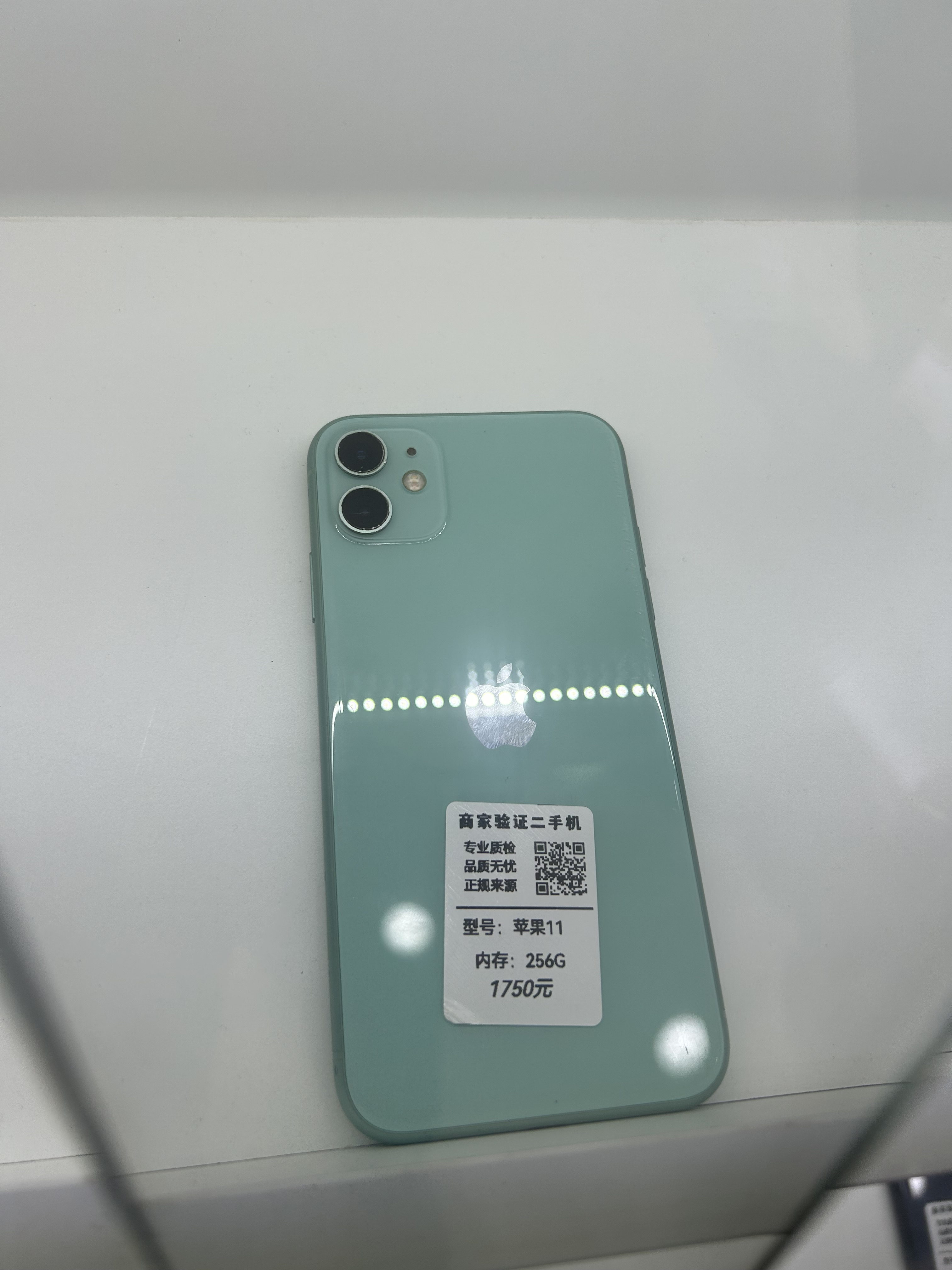
苹果11绿色后面

iPhone 11采用与iPhone Xʀ类似的玻璃配铝金属设计机身；Apple官方称其采用iPhone迄今最坚固的玻璃面板，并由一整片玻璃打磨塑形而成。iPhone 11有紫色、绿色、黄色、黑色、白色和紅色（(PRODUCT)RED）6種款式。所有颜色款式的正面都为黑色玻璃面板。相比于iPhone Xʀ，原本在玻璃背板上部的Apple徽标被移动到中心，除去「iPhone」字樣。其在IEC 60529标准下达到IP68等级，能够防溅、抗水、防尘，可在2米的水下停留最多30分钟。iPhone 11没有延续自iPhone X开始使用的的羅馬數字命名方式，而是重新使用阿拉伯数字命名。
| 机身颜色 | 款式名称          |
| -------- | ----------------- |
|          | 黑色              |
|          | 白色              |
|          | 紫色              |
|          | 黄色              |
|          | 绿色              |
|          | 红色/(PRODUCT)RED |

## 规格参数

### 显示屏、扬声器与Face ID
iPhone 11的显示屏与上代产品iPhone XR类似，采用全面屏设计，拥有6.1英寸Liquid 视网膜高清显示屏，採用IPS技術，具備326ppi的解析度，支援625尼特的最大亮度，並支持原彩显示及广色域显示（P3）。与iPhone XR一样，iPhone 11也不支持三维触控，其只能使用触感触控进行快速操作。其支持杜比视界和HDR10播放。iPhone 11依旧拥有双立体声扬声器，但新增支持杜比全景声的播放。iPhone 11也依旧拥有面容ID。

### 電力與行動網路
iPhone 11的電池续航时间相比iPhone XR增加一个小时；并也支持通过使用通过Qi认证的充电器的无线充电功能，支持通过闪电接口的最高达18W的快速充电，但机器只附带5W的电源适配器，18W电源适配器需额外购买。iPhone 11支持蓝牙 5.0，2x2 MIMO Wi-Fi 6（IEEE 802.11ax）和2x2 MIMO LAA 千兆级 LTE，以及支援將兩副AirPods或Beats耳機與同一部iPhone 11连接的的音訊共享功能。并新增一个用于空间感知的超宽频芯片U1。在北美地区发售的A2111型号和在其他国家和地区发售的A2221型号带有eSIM功能，支持eSIM+实体SIM的双SIM卡，在中国大陆发售的A2223型号无eSIM功能，但支持双实体SIM的双SIM卡功能。

### 鏡頭
iPhone 11配备双1200万后置ƒ/2.4光圈像素超广角及ƒ/1.8光圈广角摄像头。仅后置广角摄像头支持光学图像稳定功能，前置摄像头相比iPhone XR的700万像素，升级到1200万像素ƒ/2.2光圈摄像头。iPhone 11支持立体声录音功能，以及前后摄像头的人像模式及人像光效功能；其人像光效功能支持六种效果（自然光、攝影棚燈光、輪廓光、舞台燈光、舞台燈光黑白、高色調燈光黑白）。后置摄像头支持4K最高60fps的视频拍摄，支持扩展动态范围拍摄，相比于iPhone XR系列的30fps，iPhone 11的扩展的动态范围能适用于最高达60fps的视频拍摄。前置摄像头也支持4K最高60fps的视频拍摄，并能够拍摄扩展的动态范围于最高达30fps的视频，新增前置摄像头慢动作视频1080p（120 fps）拍摄功能。新增视频快录功能，用户可以不用切换拍摄模式，只需在照片模式下按住快门按钮，就能开始录制视频。
iPhone 11系列还带来新一代智能HDR照片功能，并在iOS 13.2的更新中，苹果还为iPhone 11系列机型推出全新图像处理系统 Deep Fusion。新一代智能 HDR 照片和Deep Fusion利用A13仿生的神经网络引擎的机器学习技术；当用户使用广角和长焦镜头取景，并处于中低光照环境下拍摄照片时会激活Deep Fusion，而在高光照环境下拍摄照片时会激活智能 HDR 照片。Deep Fusion会对照片进行逐个像素的处理，优化照片各个部分的纹理、细节和降噪处理；而新一代智能 HDR 照片能够识别并智能地调整画面中的拍摄主体布光，让画面看起来更自然，细节也更丰富。
| iPhone 11摄像头功能在不同环境下的启用情况 | iPhone 11摄像头功能在不同环境下的启用情况 | iPhone 11摄像头功能在不同环境下的启用情况 | iPhone 11摄像头功能在不同环境下的启用情况 |
| 光照情况                                  | 超广角摄像头                              | 广角摄像头                                |                                           |
| ----------------------------------------- | ----------------------------------------- | ----------------------------------------- | ----------------------------------------- |
| 明亮环境                                  | 智能HDR                                   | 智能HDR                                   |                                           |
| 明亮至昏暗环境                            | 智能HDR                                   | Deep Fusion                               |                                           |
| 昏暗环境                                  | 智能HDR                                   | 夜间模式                                  |                                           |

### 處理器
iPhone 11搭载A13 仿生芯片，该芯片采用64位和7纳米技术及工艺，共集成85亿个晶体管。拥有两个性能核心、四个能效核心和八核心神经网络引擎。与A12相比，中央处理器和图形处理器的速度有最高达20%的提升并拥有15%至40%的能耗降低。

### Apple Pay
iPhone 11依然支持近場通訊（NFC）功能，并支持通过Apple Pay交易及支付交通费用。并依然支持在电量耗尽后仍然可通过备用电量使用快捷交通卡的功能；此功能可让用户在手机电量低至自动关机后的最多 5 小时内，仍能继续使用iPhone搭乘大眾交通工具。

## 发售
iPhone 11于2019年9月10日在蘋果園區史蒂夫·喬布斯劇院由CEO蒂姆·庫克随iPhone 11 Pro及iPhone 11 Pro Max一起發佈，并于臺北/北京/香港時間2019年9月13日晚上8点开启预购，於2019年9月20日在世界大部分地区正式发售。iPhone 11公布后，Apple官网上iPhone XR系列手机同时下调价格，并下架iPhone XR 256GB存储空间款和iPhone XS系列手机。

### iPhone产品时间线
| iPhone型號年表 |
| -------------- |
|                |

## 延伸媒體
影片
- . CNBC. 2019-10-09  [2020-02-18]. （原始内容存档于2020-01-06）.

## 外部連結
- 官方网站
- Iphone 11 complete specs （页面存档备份，存于）

| 前任者： iPhone XS / XS Max iPhone XR | iPhone 11 iPhone 11 Pro / 11 Pro Max iPhone SE（第二代） 第13代 | 繼任者： iPhone 12 iPhone 12 mini iPhone 12 Pro / 12 Pro Max |